# Rosella Towne
Pour les articles homonymes, voir Towne.
Rosella Towne, née Rosella Townsend, le 20 janvier 1918 à Youngstown dans l'Ohio et morte le 29 août 2014 (à 96 ans) à Hamden dans le Connecticut, est une actrice de cinéma américaine.

## Filmographie
- 1937 : La Revue du collège (Varsity Show) : une passante (non créditée)
- 1937 : L'Aventure de minuit (It's Love I'm After) : chasseuse d'autographes (non créditée)
- 1937 : The Adventurous Blonde : hôtesse de l'air (non créditée)
- 1937 : Sous-marin D-1 (Submarine D-1) de Lloyd Bacon : Mary (non créditée)
- 1937 : Expensive Husbands : la réceptionniste de Brenner (non créditée)
- 1937 : Hollywood Hotel : secrétaire (non créditée)
- 1938 : Sergeant Murphy : Alice Valentine
- 1938 : The Patient in Room 18 : Maida Day
- 1938 : Blondes at Work : Louisa Revelle
- 1938 : La Peur du scandale (Fools for Scandal) : Diana (non créditée)
- 1938 : Chercheuses d'or à Paris (Gold Diggers in Paris) : Golddigger
- 1938 : Men Are Such Fools : la secrétaire de Linda (non créditée)
- 1938 : Joyeux compères (Cowboy from Brooklyn) : Panthea Landis
- 1938 : Sons of the Plains (court-métrage)
- 1938 : Le Vantard (Boy Meets Girl) de Lloyd Bacon : infirmière à l'hôpital (non créditée)
- 1938 : Secrets of an Actress : invitée assise
- 1938 : Campus Cinderella : Co-Ed (non créditée)
- 1938 : Nuits de bal (The Sisters) : opératrice téléphonique (non créditée)
- 1938 : Une enfant terrible (Hard to Get) : Miss Gray  (non créditée)
- 1938 : The Declaration of Independence (court-métrage) : Betsy Kramer
- 1938 : Le Cavalier errant (Going Places) : jeune fille à la fête (non créditée)
- 1939 : Le Printemps de la vie (Yes, My Darling Daughter) de William Keighley : Edith Colby (non créditée)
- 1939 : Service secret de l'air (Secret Service of the Air) de Noel M. Smith : Zelma Warren
- 1939 : The Adventures of Jane Arden : Jane Arden
- 1939 : Women in the Wind : Phyllis
- 1939 : Victoire sur la nuit (Dark Victory) : fille dans le box (non créditée)
- 1939 : Code of the Secret Service : Elaine
- 1939 : La Vie privée d'Élisabeth d'Angleterre : femme au tribunal (non créditée)
- 1940 : Flight Angels : étudiante (non créditée)
- 1940 : Rocky Mountain Rangers : Doris Manners
- 1940 : No, No, Nanette : hôtesse de l'air (non créditée)
- 1941 : Magie musicale (The Hard-Boiled Canary) (ressortira sous le titre de There's Magic in Music) : jeune fille
- 1943 : A Gentle Gangster : Helen Barton